# Cohors VIII Raetorum

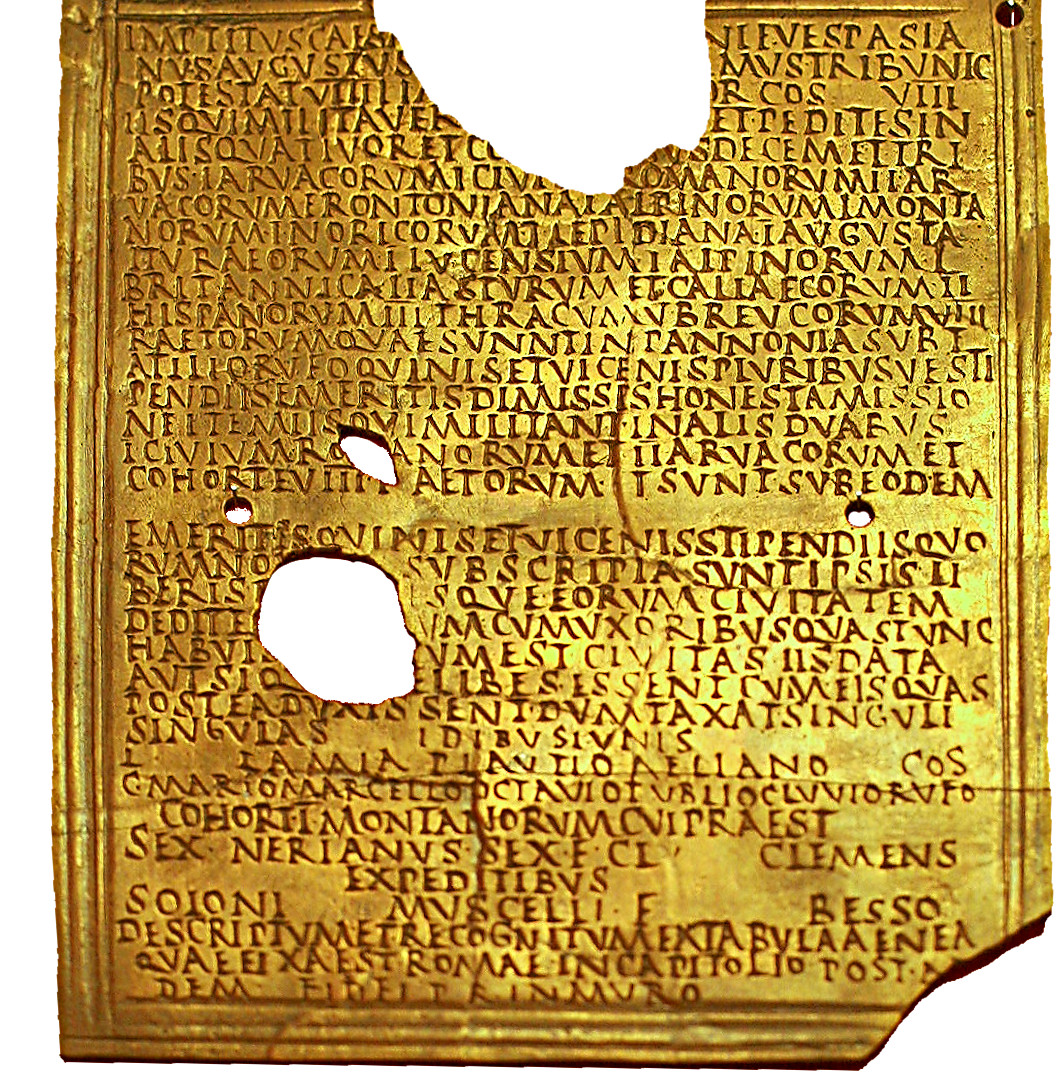
Das Militärdiplom vom 13. Juni 80 n. Chr.

Die Cohors VIII Raetorum [civium Romanorum] [torquata] [equitata] (deutsch 8. Kohorte der Räter [der römischen Bürger] [mit Torques ausgezeichnet] [teilberitten]) war eine römische Auxiliareinheit. Sie ist durch Militärdiplome, Inschriften und Ziegelstempel belegt.

## Namensbestandteile
- Raetorum: der Räter. Die Soldaten der Kohorte wurden bei Aufstellung der Einheit aus dem Volk der Räter auf dem Gebiet der römischen Provinz Raetia rekrutiert.

- civium Romanorum: der römischen Bürger bzw. mit römischen Bürgerrecht. Den Soldaten der Einheit war das römische Bürgerrecht zu einem bestimmten Zeitpunkt verliehen worden. Für Soldaten, die nach diesem Zeitpunkt in die Einheit aufgenommen wurden, galt dies aber nicht. Sie erhielten das römische Bürgerrecht erst mit ihrem ehrenvollen Abschied (Honesta missio) nach 25 Dienstjahren. Der Zusatz kommt in Militärdiplomen und der Inschrift (AE 1960, 375) vor.

- torquata: mit Torques ausgezeichnet. Der Zusatz kommt in der Inschrift (AE 1960, 375) aus dem Jahr 129 n. Chr. vor, fehlt aber in den Militärdiplomen.

- equitata: teilberitten. Die Einheit war ein gemischter Verband aus Infanterie und Kavallerie. Der Zusatz kommt in der Inschrift (AE 1960, 375) vor.

Da es keine Hinweise auf den Namenszusatz milliaria (1000 Mann) gibt, war die Einheit eine Cohors (quingenaria) equitata. Die Sollstärke der Kohorte lag bei 600 Mann (480 Mann Infanterie und 120 Reiter), bestehend aus 6 Centurien Infanterie mit jeweils 80 Mann sowie 4 Turmae Kavallerie mit jeweils 30 Reitern.

## Geschichte
Die Hilfstruppeneinheiten der Räter wurden laut Tacitus zu zwei verschiedenen Zeitpunkten rekrutiert: nach der Eroberung Raetiens um 15 v. Chr. sowie um 70 n. Chr. in Folge des Helvetieraufstands. Die Kohorte war in den Provinzen Pannonia, Moesia Superior und Dacia (in dieser Reihenfolge) stationiert. Sie ist auf Militärdiplomen für die Jahre 80 bis 179 n. Chr. aufgeführt.
Der erste Nachweis der Einheit in der Provinz Pannonia beruht auf einem Militärdiplom, das auf das Jahr 80 datiert ist. In dem Diplom wird die Kohorte als Teil der Truppen (siehe Römische Streitkräfte in Pannonia) aufgeführt, die in der Provinz stationiert waren. Weitere Diplome, die auf 84 bis 102 datiert sind, belegen die Einheit in derselben Provinz.
Der erste Nachweis der Einheit in der Provinz Moesia Superior beruht auf einem Diplom, das auf das Jahr 103/107 datiert ist. In dem Diplom wird die Kohorte als Teil der Truppen aufgeführt, die in der Provinz stationiert waren.
Der erste Nachweis der Einheit in der Provinz Dacia beruht auf einem Militärdiplom, das auf das Jahr 109 datiert ist. In dem Diplom wird die Kohorte als Teil der Truppen (siehe Römische Streitkräfte in Dacia) aufgeführt, die in der Provinz stationiert waren. Es wird angenommen, dass die Kohorte zuvor am zweiten Dakerkrieg teilgenommen hatte und dafür die Erhebung zur cohors civium Romanorum erhielt. Weitere Diplome, die auf 110 bis 179 datiert sind, belegen die Einheit in derselben Provinz (bzw. ab 119 in Dacia Superior).

## Standorte
Standorte der Kohorte in Dacia waren:
- Inlăceni: Zwei Inschriften, darunter eine Bauinschrift aus dem Jahr 149 n. Chr., wurden in Inlăceni gefunden (AE 1960, 375 und EDCS-85500160).[6]
- Teregova (möglicherweise)

Ziegel mit dem Stempel H VIII R wurden in Mehadia (IDR-03-01, 00102b) und Teregova (IDR-03-01, 00114) gefunden.

## Angehörige der Kohorte
Folgende Angehörige der Kohorte sind bekannt.

### Kommandeure
- L(ucius) Avianius []ratu[s]:[8] er wird auf dem Diplom von 119 als Kommandeur genannt.

### Sonstige
- Demuncius,[8][9] ein Fußsoldat: das Diplom von 119 wurde für ihn ausgestellt.